# 辛科斯區
辛科斯區（西班牙語：Distrito de Sincos），是秘魯的一個區，位於該國中部胡寧大區的豪哈省，始建於1857年1月2日，面積236.74平方公里，海拔高度3,300米，2005年人口4,579，人口密度每平方公里19人。